# Espurio Casio
Espurio Casio  fue un político y militar romano de los siglos VI y V a. C. Acusado de traición, fue despeñado desde la roca Tarpeya.

## Familia ycognomen
Espurio fue miembro de la gens Casia. Su cognomen está registrado en las fuentes clásicas como «Viscelino» o «Vecelino».

## Carrera pública
En su primer consulado (502 a. C.) derrotó a los sabinos; en su segundo (493 a. C.) restauró la Liga Latina, además de dedicar el templo de Ceres en el Circo. En su tercer consulado (486 a. C.), Espurio Casio hizo un pacto con los recién conquistados hérnicos. 
Los informes sobre su reforma agraria son confusos y contradictorios; está claro, sin embargo, que había sido diseñada con la intención de beneficiar a los necesitados plebeyos. Por esto recibió la oposición de los patricios y los plebeyos de más recursos (que conformaban la clase de los équites, así llamados por el privilegio de presentarse montando a caballo en tiempo de guerra). Uno de los tribunos de plebe de aquel año, Cayo Rabuleyo, trató de mediar en la disputa. Casio fue enjuiciado y condenado por la gente bajo la excusa de buscar poder monárquico. La sentencia fue ejecutada por los quaestores parricidii lanzando a Espurio Casio desde lo alto de la roca Tarpeya. En otro informe [¿dónde?] se dice que fue condenado a morir a manos de su propio padre, quien vio su propuesta como una amenaza a los intereses patricios. De acuerdo con Tito Livio, su propuesta fue recibida por ambas partes del espectro social con muchas reservas.
Algunos historiadores, como es el caso de Theodor Mommsen, sostienen que la historia entera es una fabricación posterior probablemente basada en las propuestas agrarias de los hermanos Graco y de Marco Livio Druso, quienes buscaron atribuir tierras públicas con el resto de la población latina.